# Igor Zeiger
Igor Zeiger FRSA (Tasjkent, 16 april 1977) is een in Oezbekistan geboren Israëlisch-Italiaanse kunstenaar en curator.

## Biografie
Igor Zeiger werd geboren in 1977 in Tasjkent, Oezbekistan. Zeiger behaalde zijn masterdiploma in communicatie aan de Tasjkent Universiteit voor Informatietechnologie. In 2000 emigreerde hij naar Israël. Hij begon zijn verblijf in Israël in de kibboets Ramat Hashofet, verhuisde daarna naar Rehovot en vestigde zich uiteindelijk in 2011 in Tel Aviv. Igor Zeiger brengt zijn tijd afwisselend door en werkt in Italië en Jaffa.

### Carrière
Zeiger begon als autodidact met documentairefotografie. Hij studeerde aan de Studio Gavra School of Photography in de klas van Sagit Zluf Namir en studeerde af in 2012. Zijn mentoren waren onder meer David Adika, Gaston Zvi Ickowicz en Nissan N. Perez. In april 2015 werd de foto van Zeiger gepubliceerd op de cover van het tijdschrift Israeli Lens, de voorloper van het internationale Lens Magazine. In 2016 werd Zeigers foto gekozen als posterfoto voor de Paco Anselmi-documentaire Karam: A Matter Of Karma, vertoond op TLVFest.  Zeiger is Fellow van de Royal Society of Arts. Hij is ook lid van de Israëlische Vereniging van Beeldende Kunstenaars en de Royal Photographic Society van het Verenigd Koninkrijk. Zeiger richtte in 2018 samen met twee collega-kunstenaars Maria Rosenblatt en Erica Tal-Shir de artistieke coöperatie Beam Collective op.
Werken van Zeiger zijn gepubliceerd in verschillende tijdschriften en kranten over de hele wereld, waaronder Haaretz, Calcalist, Sky Arte Italia, Devour Madrid, Israeli Lens, Lens Magazine, Noviny Kraje en The North American Post, Lidové noviny, Queer.de.

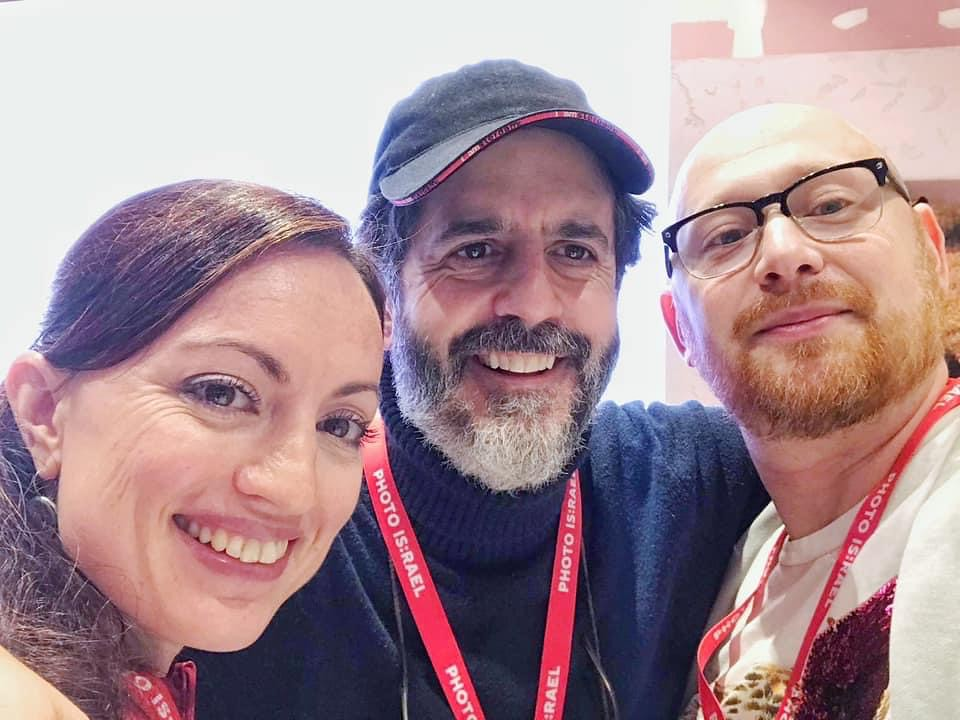
Maria Rosenblatt (links), Alec Soth (midden) en Zeiger tijdens de opening van het International Photography Festival 2019 in Israël

### Artistieke stijl
De werken van fotograaf Zeiger worden vaak beschreven als zowel mooi als verontrustend. Hij staat bekend om zijn vermogen om de rauwe schoonheid van de menselijke vorm vast te leggen, terwijl hij ook de donkere aspecten van de menselijke natuur onderzoekt. Zeigers werk is uitdagend en tot nadenken stemmend, en heeft bijgedragen aan het her-definiëren van de grenzen van de hedendaagse fotografie. Zijn fotografische technieken gaan verder dan alleen het vastleggen van de fysieke kenmerken van zijn onderwerpen. Zijn composities benadrukken vaak de emoties, kwetsbaarheden en verhalen die inherent zijn aan menselijke ervaringen. Als gevolg hiervan krijgen kijkers meer dan alleen een visuele representatie te zien, maar eerder een bredere context van de menselijke conditie.

## Tentoonstellingen

### Solo
- 2015 "Hetzelfde als jij". Gemeentelijke galerij "Mazeh 9". Tel Aviv.[6]
- 2017 "Fotografie verheldert een plek". Samengesteld door David Adika en Gaston Zvi Ickowicz. Foto: Israël 2017, Tel Aviv.[7]
- 2021 “Maand van de Fotografie Denver”, Biënnale. Colorado Photographic Arts Center, Denver, Colorado, Verenigde Staten
- 2021 "Moderne Renaissance". Foto: Israël 2021. Samengesteld door Ivar van Emden. Tel Aviv.[8]
- 2023 "Harlemengelen". "Irrational Light" galerij. Catania, Italië

### Groep

#### 2014
- “Beeld Vrede”. Cirkel 1 Galerij. Berlijn. Duitsland.[9]
- “Beeld Vrede”. Beit-HaGefen Arabisch Joods Cultuurcentrum. Haifa, Israël.[10]

#### 2015
- "Een andere". Samengesteld door Shenhav Levi. Gan Meir-galerij. Gemeentelijk LGBT-gemeenschapscentrum van Tel Aviv. Tel Aviv.[11]
- "Schoonheid waar je het vindt". Samengesteld door Connie en Jerry Rosenthal. Galerij "LightBox". Astoria, Oregon. Verenigde Staten.[12]

#### 2016
- "Verzendkosten vereist". Vermont Centrum voor Fotografie. Brattleboro. Vermont. Verenigde Staten[13]
- "Geheime kunst". "Meni House" - Bank Leumi Museum. Tel Aviv.[14]
- "Boeken, heren...boeken". Samengesteld door Hanita Elizur. Galerij "Green House", Universiteit van Tel Aviv, Tel Aviv.
- "Intervallen". Minshar Kunstgalerie. Tel Aviv[15]
- "Foodprocessor - voedsel als middel om een boodschap over te brengen". Samengesteld door Dalit Merhav, galerie "Sarona Art". Tel Aviv.[16]
- "Grijstinten: perspectief van een oude dag". Samengesteld door Hanita Elizur. De nieuwe galerij. Bat Yam Kunstinstituut. Bat Yam. Israël
- “Verbeelding 2016”. Hedendaagse Israëlische kunsttentoonstelling, Bank Hapoalim Art Center, Tel Aviv.
- "Sporen van echt". Samengesteld door Doron Furman. Galerij "Centrale". Tel Aviv[17]

#### 2017
- "Abjecte kunst". Samengesteld door Doron Furman. Centrale Galerij. Tel Aviv[18]
- Project "Geheime ansichtkaart". Verse verf 7 kunstbeurs. Tel Aviv
- "Boeken, heren...boeken". Samengesteld door Hanita Elizur. Facultaire Bibliotheek & Galerij Sociale Wetenschappen, Universiteit van Tel Aviv, Tel Aviv.

#### 2018
- "Queer Performance: van Gilbert en George tot heden". Als onderdeel van "Dangerous Art" zijn er tentoonstellingen samengesteld door Svetlana Reingold. Kunstmuseum van Haifa[19]
- "Wereldtentoonstelling", Canton Museum of Art, Canton, Ohio, Verenigde Staten
- Project "Geheime ansichtkaart". Verse verf 8 kunstbeurs. Tel Aviv[20]
- "Van negen tot vijf". Samengesteld door Hanita Elizur. Galerie Kunstenaarshuis. Risjon LeZion, Israël
- "Nee, ik zie nog steeds geen verschil". Samengesteld door Olga Yerushalmy-Sorokin. Abrahams Galerij. Tel Aviv.[21][22]

#### 2019
- "Barbaren: een censuurarchief". Mamuta Art Research Center in Hansen House. Jeruzalem[23][24]
- "Van negen tot vijf". Samengesteld door Hanita Elizur. Facultaire Bibliotheek & Galerij Sociale Wetenschappen, Universiteit van Tel Aviv, Tel Aviv.[25]
- "Facade". Samengesteld door Doron Furman. Centrale Galerij. Tel Aviv[26]
- "Imitatie". Samengesteld door Doron Furman. Centrale Galerij. Tel Aviv
- "De sexy zomer in Little Tel Aviv". Samengesteld door Yohanan Cherson. Ben Ami-galerij. Tel Aviv
- "Tussen Eros en Naaktheid". Samengesteld door Olga Yerushalmy-Sorokin en Ksenia Nazarov. Abrahams Galerij. Tel Aviv.
- "Standaard afwijking". Samengesteld door Sagit Zluf Namir. Foto: Israël 2019, Tel Aviv.[27]

#### 2020
- “Kunst in quarantaine“. Samengesteld door Diogo Marques. “Wr3ad1ng d1g1t5”-project. Lissabon. Portugal[28]
- “Kunst in isolatie“. Kunstmuseum van North Dakota. Grote Forks, Noord-Dakota. VS
- "Revolver". Samengesteld door Luiza Marcolino. Galerij voor beeldende kunst. Federale Universiteit van Minas Gerais. Belo Horizonte. Brazilië
- "PO-MO II". Samengesteld door Hikmet Şahin. Kunstgallerij. Kunstacademie van Selçuk Universiteit. Konya. Turkije.
- "Reconstrueren". Samengesteld door Lars Deike en Richard Schemmerer. Galerie "Pride Art Atelier". Berlijn. Duitsland.[29]
- "Kunst door de lens". Yeiser Kunstcentrum. Paducah, Kentucky, VS.
- eSSeRCi SeNZa eSSeRCi 2020 (XIII editie). “Dada Boom” Centrum voor Hedendaagse Kunst en Fotografie. Viareggio, Lucca, Italië

#### 2021
- “Twintig pandemieën en andere demonen“, Aguadilla y del Caribe Museum of Art, Puerto Rico
- "Hoe dan ook", samengesteld door Olga Yerushalmi en Ksenia Nazarov. Centrale Galerij voor Hedendaagse Kunst. Tel aviv, Israël
- "The Haifa Way: 70e verjaardag van het Haifa Museum of Art". Haifa Museum voor Kunst, Israël.[30]
- "Steen, papier, schaar en andere niet-kinderachtige spelletjes". Samengesteld door Olga Yerushalmy-Sorokin en Ksenia Nazarov. Abrahams Galerij. Tel Aviv[31]
- "Referentie". La Cultuur Initiatief. Amiad Centrum. Jaffa. Samengesteld door Itay Blaish.[32]
- "Natuur: Morte?". Beam collectieve galerij. Jaffa. Samengesteld door Erika Tal-Shir.[33]

#### 2022
- “Cloister”, samengesteld door Dr. Christian Seipel, Klostergalerie Museum, Zehdenick, Duitsland
- "Door mijn ogen", samengesteld door Yana Gorelik. Abrahams Galerij. Tel Aviv
- “Alles mag…“, “Flood Gallery“, Black Mountain, North Carolina, VS.
- "Nudus", het Gallerium, Toronto, Canada.
- "Zelfportret", Uppsala Konstnärsklubb, Uppsala, Zweden.
- "Twee waarheden en één leugen", samengesteld door Ksenia Nazarov en Olga Yerushalmy. Abrahams Galerij. Tel Aviv
- "Body Pride", samengesteld door Erez Bialer. Pan-Art Galerie.[34]
- "Oproep tot actie", samengesteld door Eyal Landesman en Ya'ara Raz Haklai. Foto: Israël 2022, Tel Aviv.[35]
- “Verbeelding 2022”. Hedendaagse Israëlische kunsttentoonstelling, Bank Hapoalim Art Center, Tel Aviv.[36]

#### 2023
- "Oproep tot actie", samengesteld door Eyal Landesman en Ya'ara Raz Haklai. Foto: Israël 2022, Eilat, Israël.[37]
- "The Copernicus World", samengesteld door Zlatko Krstevski, VIZANT Visual arts Center, Prilep, Noord-Macedonië
- "Ephemeral in Art", samengesteld door Thanassis Raptis, Photography Center of Thessaloniki, Thessaloniki, Griekenland
- "Dream Archive", samengesteld door Vanessa Touzlοukof, Ametron Gallery, Chania, Griekenland
- "Wat is er veranderd in de wereld en wat is er in jou veranderd", samengesteld door Sergio Guerrini voor "Artheka 32", Associazione Culturale di Arti Visive, Lido di Ostia, Italië
- "I Convocatoria", MIDECIANT, Innovatiecentrum voor Kunst en Nieuwe Technologieën, Het Internationale Museum voor Elektrografie, Universiteit van Castilla-La Mancha, Cuenca, Spanje
- "Koningin of Koning", samengesteld door Roberto Scala, "Garage Gallery Scala", Milaan, Italië
- "New Features in Queer Photography", samengesteld door Aaron D. Holloway, "Pride Art Gallery", Berlijn, Duitsland[38]
- "Moomintroll +Comet: leven op de leeftijd van kometen", samengesteld door Ksenia Nazarov en Olga Yerushalmy, "Abrahams Galery", Tel Aviv
- "Brieven uit het 100e jaar", "Department of Fine Arts Education Gallery", Gazi Universiteit, Ankara, Turkije
- "Parallax Art Fair", Londen, Verenigd Koninkrijk

#### 2024
- "Anjers voor vrijheid". 50e verjaardag van het einde van de dictatuur in Portugal. Miguel Benzo-galerij. Córdoba, Spanje
- “Verbeelding 2024”. Hedendaagse Israëlische kunsttentoonstelling, Bank Hapoalim Art Center, Tel Aviv.

## Curatorschap
- 2015. "Hetzelfde als jij". Gemeentelijke galerij "Mazeh 9". Tel Aviv.[39]
- 2016. "Gezichten. Israëlisch portret in klassieke en moderne visie". Mansion House-galerij, Tel Aviv.
- 2017. "Nonplace: dans en beweging". Centrale Galerij voor Hedendaagse Kunst, Tel Aviv[40]
- 2020. "Eros en Thanatos". Galerij "Beam Collective". Jaffa.[41]
- 2020. "Samengesteld door sociale netwerken". Galerij "Beam Collective". Jaffa.[41]
- 2021. "Hetzelfde als jij. Neem er twee". Galerij "Beam Collective". Jaffa.[41]
- 2022. " Ansel Adams, foto's van Japans-Amerikaanse internering in Manzanar ". Galerij "Irrationeel licht", Catania.
- 2024. "Veerkrachtige blik: Dorothea Lange's Odyssee". Galerij "Irrationeel licht", Catania.

## Collecties
De werken van Igor Zeiger bevinden zich in de permanente collecties van het Haifa Museum of Art, het Museum of Arts of Oezbekistan, het Nukus Museum of Art, het Contemporary Art Museum of Oezbekistan in Urgench, de gemeentelijke bibliotheek van Jeruzalem, het Yeiser Art Center, het Klostergalerie Museum, Zehdenick ; Caribbean Art Museum, Puerto Rico en kunstcollectie van de Britse overheid